# Grégoire l'Ancien
Pour les articles homonymes, voir Grégoire et Saint Grégoire.
Grégoire l'Ancien, ou Grégoire de Nazianze l'Ancien (276-374) fut l'évêque de Nazianze de la province romaine de Cappadoce. C'est le père de Grégoire de Nazianze.

## Biographie
Grégoire  l'Ancien était un notable cappadocien qui appartenait probablement à une secte d'hypsistariens, un groupe religieux syncrétiste associant des éléments juifs, chrétiens et zoroastriens. Marié à Nonna, il se convertit au christianisme et reçoit le baptême en l'an 325, l'année même du Premier concile de Nicée. La tradition rapporte que Grégoire aurait eu une apparition lors de ce baptême.
Il est ordonné évêque en 329 à Nazianze, dont il restera l'évêque tout au long de sa vie. Il possédait une maison à Karvali et était un riche propriétaire. Grégoire l'Ancien étudie et défend la conception de l'Église défendue par le premier concile de Nicée. Il fait construire une église à Nazianze avec sa fortune. L'oraison funèbre de Grégoire de Nazianze le décrit comme énergique.
On sait qu'il y eut un conflit au sein de son diocèse pendant une petite période avec les moines de son diocèse et lui sur l'arianisme, Grégoire l'Ancien ayant signé un acte de foi arianiste en 360. L'évêque Grégoire l'Ancien, provoque alors l'opposition de son clergé,. Son fils Grégoire de Nazianze réussit à apaiser les troubles en montrant la bonne foi de Grégoire l'Ancien. 
Il joua à plusieurs reprises un rôle de pacificateur lors de la nomination des évêques, et joua un rôle important dans la nomination de Basile de Césarée à la tête du diocèse en 370. Il échangea une correspondance avec Saint Basile, lui aussi évêque au sujet de la défense d'un certain Glycérios accompagné de femmes, dont Basile voulait qu'on renvoie les femmes dans leurs familles.
C'est lui qui poussa son fils Grégoire de Nazianze, contre sa volonté, à être prêtre puis évêque. Vers 370 il n'a plus de charge active en tant qu'évêque de Nazianze.

### Descendance
De son mariage avec Nonna, il eut trois enfants, Césaire de Nazianze, qui devint le médecin de Constantin II, Grégoire de Nazianze, qui devint l'un des Pères de l'Église et sainte Gorgonie.